# Episodi di Entourage (seconda stagione)
La seconda stagione di Entourage è stata trasmessa negli Stati Uniti d'America dal 5 giugno al 4 settembre 2005 su HBO.
In Italia la stagione è stata trasmessa da Jimmy nel 2006. In chiaro, invece è stata trasmessa da Rai 4 nel 2012.
| nº | Titolo originale          | Titolo italiano                 | Prima TV USA     | Prima TV Italia |
| -- | ------------------------- | ------------------------------- | ---------------- | --------------- |
| 1  | The Boys Are Back in Town | I ragazzi sono tornati in città | 5 giugno 2005    | 19 luglio 2006  |
| 2  | My Maserati Does 185      | La mia Maserati 185             | 12 giugno 2005   | 19 luglio 2006  |
| 3  | Aquamansion               | Acqua mansioni                  | 19 giugno 2005   | 26 luglio 2006  |
| 4  | An Offer Refused          | Un'offerta rifiutata            | 26 giugno 2005   | 26 luglio 2006  |
| 5  | Neighbors                 | Il vicino                       | 3 luglio 2005    | 2 agosto 2006   |
| 6  | Chinatown                 | Quartieri cinesi                | 10 luglio 2005   | 2 agosto 2006   |
| 7  | The Sundance Kids         | La danza del sole               | 17 luglio 2005   | 9 agosto 2006   |
| 8  | Oh, Mandy                 | Oh, Mandy                       | 24 luglio 2005   | 9 agosto 2006   |
| 9  | I Love You Too            | Ti amo troppo!                  | 31 luglio 2005   | 16 agosto 2006  |
| 10 | The Bat Mitzvah           | Il Bat Mitzvah                  | 7 agosto 2005    | 16 agosto 2006  |
| 11 | Blue Balls Lagoon         | Palline blu nella laguna        | 14 agosto 2005   | 23 agosto 2006  |
| 12 | Good Morning Saigon       | Buongiorno Saigon               | 21 agosto 2005   | 23 agosto 2006  |
| 13 | Exodus                    | Esodo                           | 28 agosto 2005   | 30 agosto 2006  |
| 14 | The Abyss                 | L'abisso                        | 4 settembre 2005 | 30 agosto 2006  |